# Thomas Reimer (Journalist)
Thomas Reimer (* 5. September 1936 in Berlin; † 7. Juli 2011 in Baden-Baden; ehemals Thomas Travaglini) war ein deutscher Journalist.

## Leben

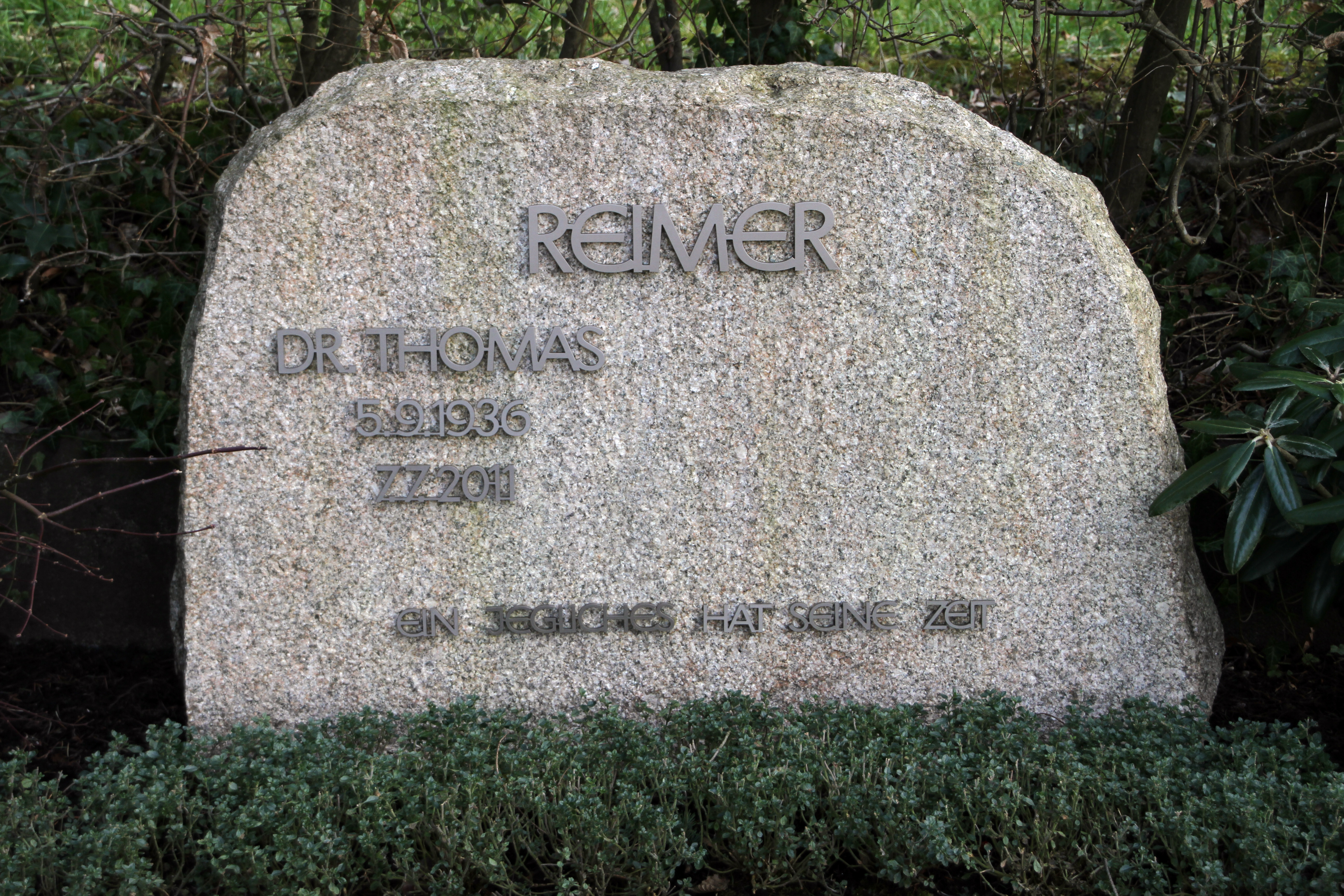
Grab auf dem Hauptfriedhof Baden-Baden

Reimer, geboren 1936, studierte an den Universitäten in München und Berlin und promovierte mit einer Arbeit über das Attentat gegen Hitler am 20. Juli 1944. Im Jahr 1964 ging Reimer zum Südwestfunk (SWF) in Baden-Baden, wo er erst in der Regionalberichterstattung tätig war. Später war er bei Günter Gaus und Report Baden-Baden tätig. In den Jahren arbeitete er als Auslandskorrespondent und als Reporter, Moderator und leitender Redakteur. Er war 1968 als Hörfunkkorrespondent in Vietnam und 1974 in Südamerika tätig. Von 1975 bis 1981 war er außerdem Fernsehchefreporter des SWF und anschließend stellvertretender Chefredakteur des Senders. Bevor er von 1992 bis 1998 Auslandskorrespondent in der Schweiz war, war er Leiter des Ressorts Politik. Im Anschluss war er noch drei Jahre Chefreporter und wurde schließlich 2001 pensioniert.